# 塞格琳·羅雅爾
玛丽-塞戈莱娜·罗亚尔（法語：Marie-Ségolène Royal，法語發音：[seɡɔlɛn ʁwajal] ⓘ；1953年9月22日—），法國政治家，社會黨成员；曾任法国环境和能源部长、普瓦圖-夏朗德大區委員會主席及德塞夫勒省國會議員。

## 简介
賀雅爾於1953年9月22日出生於塞內加爾達喀爾。
后於南錫第二大學取得經濟學學位後，再畢業於巴黎政治學院及法國國立行政學院。其後成為行政法庭（Tribunal administratif）法官。
自1988年起，被選為德塞夫勒省國會議員，並在社會黨執政其間先後成為環境部長（1992年4月3日－1993年3月29日）、教育部次長（1997年6月4日－2000年3月27日）、社會部次長（2000年3月27日－2001年3月27日：社會就業家庭兒童部次長，2001年3月28日－2002年5月5日：社會就業家庭兒童及殘疾人士部次長）。2004年3月28日，她以超過55%得票率獲選為普瓦圖-夏朗德大區委員會主席。
賀雅爾以民事結合形式與弗朗索瓦·奥朗德（前任法國總統）結為伴侶(2007年，奥朗德宣布與資深政治記者女友瓦萊麗·特里耶維勒開始交往)，並育有四名子女。她一直都關心家庭及兒童事務，並曾經就媒體（包括卡通）中的暴力對兒童的影響開展過運動。
2005年9月22日，《巴黎竞赛画报》雜誌出版了一篇賀雅爾的訪問，訪問中她表示正在考慮參選2007年法國總統選舉。賀雅爾與人民運動聯盟黨主席及內政部長尼古拉·萨科奇都被視為下任總統的熱門。
2006年11月16日，罗亚尔被法国社会党推选为2007年法国总统选举的候选人，在以第二名的身份胜出初选之后，败给了另一右翼候选人尼古拉·萨科齐。

## 2007年總統大選
賀雅爾代表社會黨參選2007年總統大選，與人民運動聯盟參選代表薩科齊，於4月22日第一輪選戰中，分別拿下25%及30%的選票，成功晉級第二輪選戰。賀雅爾與薩科齊的電視辯論會於第二輪投票日的三天前舉行（5月3日）。分別就國家定位、移民居留、社會福利、以及每週工時等議題展開辯論。賀雅爾就弱勢團體福利、身心障礙學童福利之議題，出乎意料地強力炮轟對手薩科齊，令人印象深刻，薩科齊則一如往常於會中穩健攻防，並無驚人之舉。而此次電視辯論會對兩位候選人的民意支持度有一定程度的影響。同年5月6日，賀雅爾在第二輪獲得47%法國公民的選票支持，不敵對手薩科齊的53%，最後於這場第五共和之第六任總統大選中敗選。

## 入阁
法国巴黎时间2014年4月2日法国总统奥朗德公布新内阁名单，罗亚尔获委任为环境和能源部长。

奥朗德与賀雅爾同居30年，育有四名子女。

## 外部連結
- 塞格琳·賀雅爾個人網站 （法文）